# Ковалевский, Александр (генерал)
Алекса́ндр Ковале́вский (пол. Aleksander Kowalewski; 1879, Москва —1940, Харьков) — бригадный генерал Войска Польского.
Служил офицером в русской армии, последний чин — полковник. Затем проходил службу в Войске Польском, командовал артиллерией в Лодзинском военном округе, был командиром 11-й пехотной дивизии. Награждён орденом «За воинскую доблесть» 5-й степени. К 1939 находился в отставке. В начале Второй мировой войны, после ввода советских войск на восточные территории Польши в сентябре 1939, был арестован и отправлен в Старобельский лагерь. В 1940 расстрелян в здании харьковского УНКВД.